# Xấu hổ (phim truyền hình)
Xấu hổ (tiếng Anh: Mortified) là loạt phim truyền hình cho trẻ em của Úc do Quỹ Truyền hình của Trẻ em Úc (Australian Children's Television Foundation) và Kênh truyền hình số 9 Úc (the Nine Network Australia), Disney Úc (Disney Australia) và BBC hợp tác sản xuất năm 2006.
Đạo diễn kiêm nhà viết kịch bản là Angela Webber. Những người chịu trách nhiệm sản xuất là Pino Amenta. Một tập phim dài khoảng 25 phút. Phim dựa theo bộ truyên Black Sheep nói về Taylor Fry - một cô bé mười một tuổi sống ở thành phố ven bờ biển ở Victoria. Cô bé cảm thấy rất xấu hổ về cha mẹ mình và ghen tị với người bạn hàng xóm Brittany. Bạn thân của cô là Hector, Hector luôn giúp đỡ Taylor mỗi khi gặp rắc rối. Chị của Taylor là Layla và là cô gái đỏng đảnh mười lăm tuổi.
Mỗi tập phim là một sự xấu hổ của cô bé Taylor.
Tại Việt Nam, phim từng được TVM Corp. mua bản quyền và phát sóng trên kênh HTV3 với tựa đề dịch tên là "Tuổi ô mai"

## Sản xuất
Mortified được viết bởi nhà viết kịch bản phim kiêm tác gia Angela Webber. Taylor Fry, một cô bé 11 tuổi sống ở một thị xã ven bờ biển ở Victoria: (Sunburn Beach): Melbourne (bờ đông của vịnh Philipp).

## Phân vai

### Chính
- Marny Kennedy vai Taylor Fry – Taylor là nhân vật chính phim. Cô bé thường hay xấu hổ vì ba mẹ mình là Don và Glenda, và có một chị gái tên là Layla, người cô thầm thích là Leon (trong khi bạn cùng lớp Hector thích thầm cô nhưng cô bé không biết). Taylor thường phá vỡ giới hạn không gian thứ tư để tương tác với khán giả.
- Nicolas Dunn vai Hector Garcia – Hector là bạn thân của Taylor. Cậu luôn theo lời Taylor nói, dù bất cứ đâu khi Taylor gọi đều đến. Tuy nhiên trong tập "Cột cờ" Taylor đã nói cậu sẽ quê mùa khi làm người tình nguyện nâng lá cờ trường trong năm học mới, và thêm một lần trong "Đêm thi đố vui" (School Trivia Night) Taylor đột ngột lập nhóm với Leon. Hector bí mật chuyện mình thích Taylor, thậm chí trong tập gửi thẻ Ngày Valentine trong tập "Taylor chơi nhạc" "(J Taylor) (dù Taylor nhầm lẫn tưởng Leon là người gửi, Hector vẫn giữ im lặng).
- Maia Mitchell vai Brittany Flune – Brittany là người bạn hàng xóm của Taylor, thỉnh thoảng chơi chung với Taylor. Đó là một cô bé xinh đẹp và được cho là người hoàn hảo. Giống như Taylor, Brittany đôi khi cũng ngượng ngùng vì chuyện của ba mẹ mình.
- Dajana Cahill vai Layla Fry – Layla là chị của Taylor.
- Rachel Blakely vai Glenda Fry – Glenda là mẹ của Taylor và Layla và là vợ của Don.
- Andrew Blackman vai Don Fry – Don là ba của Taylor và Layla, chồng của Glenda. Ông được đặt biệt danh là "Vua nội y" (Underpant King) và có một gian hàng nhỏ chuyên bán đồ nội y ở trung tâm mua sắm.
- Sally McKenzie vai Mystic Marj – Marj là bà con của Glenda. Bà có khả năng đọc trà.

### Nhân vật phụ
- Steven Tandy vai Thầy McClusky – Thầy của Taylor, Hector, Brittany và Leon ở trường tiểu học
- Peter Kent vai Michael Flune và Veronica Neave vai Loretta Flune – Ba mẹ của Brittany.
- David Anderson vai Gary Lipowski – Ba của Leon và Brett.

Lồng tiếng Việt (HTV3)
| Nhân vật        | Diễn viên lồng tiếng |
| --------------- | -------------------- |
| Taylor          | Khánh Vân            |
| Hector          | Hoàng Sơn            |
| Brittany        | Minh Chuyên          |
| Layla           | Lê Hà                |
| Glenda          | Huyền Chi            |
| Don             | Tiến Đạt             |
| Dì Marj         | Thùy Tiên            |
| Thầy McClusky   | Trần Vũ              |
| Leon            | Trường Tân           |
| Mẹ của Brittany | Ái Phương            |
| Ba của Brittany | Quốc Tín             |

## Danh sách tập

### Mùa một (2006)
| #  | Tên tập phim                                    | Ngày phát sóng gốc  | Mã  |
| -- | ----------------------------------------------- | ------------------- | --- |
| 1  | "DNA của Taylor" (Taylor's DNA)                 | 30 tháng 6 năm 2006 | 101 |
| 2  | "Nghĩ lớn hơn" (Bigger Than Vegas)              | 7 tháng 7 năm 2006  | 102 |
| 3  | "Học lướt sóng" (Learning to Surf)              | 14 tháng 7 năm 2006 | 103 |
| 4  | "Bức tượng cạnh biển" (Mother in the Nude)      | 21 tháng 7 năm 2006 | 104 |
| 5  | "Người được chọn" (The Chosen One)              | 28 tháng 7 năm 2006 | 105 |
| 6  | "Nói chuyện" (The Talk)                         | 4 tháng 8 năm 2006  | 106 |
| 7  | "Cột cờ" (Flag Fall)                            | 11 tháng 8 năm 2006 | 107 |
| 8  | "Trò chơi lớn" (The Big Game)                   | 18 tháng 8 năm 2006 | 108 |
| 9  | "Trở về vòng tay mẹ" (Return of the Mothership) | 25 tháng 8 năm 2006 | 109 |
| 10 | "Thể thao" (The Cross Country)                  | 1 tháng 9 năm 2006  | 110 |
| 11 | "Taylor trở nên xấu xí" (Taylor Turns Bad)      | 8 tháng 9 năm 2006  | 111 |
| 12 | "Hãy là chính mình" (Being Me)                  | 15 tháng 9 năm 2006 | 112 |
| 13 | "Vào trường trung học" (Leaving Primary)        | 22 tháng 9 năm 2006 | 113 |

### Mùa hai (2006–2007)
| #  | Tên tập phim                                     | Ngày phát sóng gốc   | Mã  |
| -- | ------------------------------------------------ | -------------------- | --- |
| 14 | "Con cá nhỏ" (Little Fish)                       | 10 tháng 11 năm 2006 | 201 |
| 15 | "Họp phụ huynh" (Parent Teacher Night)           | 17 tháng 11 năm 2006 | 202 |
| 16 | "Taylor chơi nhạc" (DJ Taylor)                   | 24 tháng 11 năm 2006 | 203 |
| 17 | "Đêm thi đố vui" (School Trivia Night)           | 1 tháng 12 năm 2006  | 204 |
| 18 | "Viết nhật ký" (Taylor's Self Portrait)          | 5 tháng 1 năm 2007   | 205 |
| 19 | "Đám cưới" (The Wedding)                         | 12 tháng 1 năm 2007  | 206 |
| 20 | "Đứa trẻ đầu tiên" (First Child in Space)        | 19 tháng 1 năm 2007  | 207 |
| .  |                                                  |                      |     |
| 21 | "Gia phả" (The Family Tree)                      | 26 tháng 1 năm 2007  | 208 |
| 22 | "Cắm trại" (Divorce Camp)                        | 28 tháng 2 năm 2007  | 209 |
| 23 | "Taylor làm thêm" (Taylor Gets a Job)            | 21 tháng 3 năm 2007  | 210 |
| 24 | "Bí mật thành Rome" (Rome Wasn't Built in a Day) | 28 tháng 3 năm 2007  | 211 |
| 25 | "Brittany lợi hại" (Girl Power)                  | 4 tháng 4 năm 2007   | 212 |
| 26 | "Bản nhạc của Taylor" (Taylor's Song)            | 11 tháng 4 năm 2007  | 213 |